# Woodbridge (Suffolk)
Woodbridge es una ciudad y un parroquia civil del distrito de Suffolk Coastal, en el condado de Suffolk (Inglaterra). Su población de acuerdo al censo del 2001 es de 10.956 habitantes. Según el censo de 2011, Woodbridge parroquia civil tenía 7749 habitantes. Está listado en el Domesday Book como Udebriga/Udebrige/Udebryge/Wdebride/Wdebrige/Wudebrige/Wudebrvge.